# Harkrankar

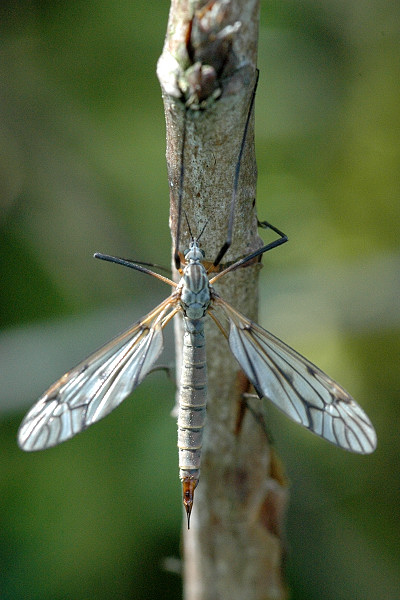
Tipula hortorum, hona
Lägg märke till det spetsiga äggläggningsröret

Harkrankar (Tipuloidea), är en överfamilj inom underordningen myggor, vilken omfattar mer än 13 000 arter och vars systematik är omdiskuterad. Harkrankarna känns igen på sina mycket långa ben. Harkrankar i Sverige kan ha ett vingspann från 5 mm upp till 65 mm.

## Systematik
Harkrankarnas systematik är mycket omdiskuterad och ännu ej helt fastslagen. Tidigare kategoriseras de som en familj (Tipulidae), men idag oftast som överfamiljen (Tipuloidea). Gruppen tillhör ordningen tvåvingar och placeras vanligtvis i den omstridda underordningen myggor (Nematocera). Harkrankarna indelas enligt denna taxonomi i fyra huvudgrupper: ögonharkrankar (Pediciidae), storharkrankar (Tipulidae), mellanharkrankar (Cylindrotomidae) och småharkrankar (Limnobiidae). De två numera utdöda taxonen Architipulidae och Eolimnobiidae räknas ibland också till harkrankarna. Dessa familjer delas i sin tur upp i underfamiljer:
Familj ögonharkrankar (Pediciidae)
- Ulniinae
- Pediciinae

Familj storharkrankar (Tipulidae)
- Tipulinae

Familj mellanharkrankar (Cylindrotomidae)
- Cylindrotominae

Familj småharkrankar (Limnobiidae)
- Dactylolabinae
- Limnophiinae
- Chioneinae
- Limoniinae

Antalet arter inom överfamiljen är osäkert, troligen är långt ifrån alla harkrankar beskrivna. Catalogue of the Crane Flies of the World listar 15 284 arter. Mer än 75 % av de kända arterna har beskrivits av Charles Paul Alexander.

## Morfologi
En harkrank ser lång och gänglig ut, med mycket långa ben och en lång slank kropp. Vingarna hos merparten arter hålls ofta utfällda vid vila så att de stora svängkolvarna (som har en stabiliserande funktion på insekten) syns tydligt. Till skillnad från stickmyggorna är harkrankarna svaga och dåliga flygare med en tendens att vackla i oförutsägbara mönster under flykt. De är lätta att fånga, men det är lätt hänt att skada deras ömtåliga ben av misstag, även om man inte direkt rör vid dem. 
Harkrankar varierar i storlek. I tempererat klimat är arterna vanligen mellan 2 och 60  millimeter, men tropiska arter upp till 100 millimeter har beskrivits. De små arterna kan förväxlas med myggor, men skiljs från dessa av en V-formig fåra mellan vingfästena på thorax och genom avsaknaden av punktögon. Honorna har tjockare kroppar än hanarna för att rymma de ca 300 äggen, och deras kroppar avslutas med ett spetsigt äggläggningsrör.
Harkrankar förväxlas ibland med långbenta spindlar. Man kan emellertid lätt skilja på dessa klasser genom att harkrankar, som är insekter har sex ben, medan spindlar, som inte är insekter, har åtta ben.

## Utbredning
Harkrankarna återfinns över hela världen men de flesta arterna lever i tropikerna. I Sverige finns knappt 350 arter.
Habitatet i tempererade regioner varierar mellan bland annat grästäckta ytor, förmultnande träbitar och vattenytor.

## Etymologi
- Ordledet har är en förvrängning av hår, med syftning på de hårtunna benen. På somliga håll lever dock hår kvar.

- Ordledet krank kan härledas från medelhögtyska krank, = smal, med syftning på den långsmala kroppen.

## Namn
Harkranken har många namn på svenska:
| Bygdemål                | Trakt                                             | Anteckning                           |
| ----------------------- | ------------------------------------------------- | ------------------------------------ |
| Harskrank, Harkrank     | Luleåtrakten, Skåne                               |                                      |
| Harakrank, Hankrank     | Förekommer på alla finlandssvenska dialektområden |                                      |
| Hästmygga               | Mellersta Sverige                                 |                                      |
| Koggamoj(j) Koggamoy    | Pite älvdal                                       | Eventuellt förvrängning av Kågemygga |
| Krankhare               | Dalarna                                           |                                      |
| Krankmoodro             | Svenska Österbotten i Finland                     | Ordagrant Myggmamma                  |
| Kuntjerg                | Bergslagen                                        |                                      |
| Långben, Farfar Långben | Skåne Blekinge                                    |                                      |
| Långbenskrank           | Norra Sverige                                     |                                      |
| Pappa Långben           | Göteborg                                          |                                      |
| Schängelmy(a), Gängelmy | Jämtland                                          |                                      |
| Skrackelmogga           | Skaraborg                                         |                                      |
| Skrangelmygga           | Småland                                           |                                      |
| Skranken                | Ångermanland                                      |                                      |
| Skrångelmogga           | Halland                                           |                                      |

| Bygdemål              | Trakt            | Referens |
| --------------------- | ---------------- | -------- |
| Hårkrank              | Småland          | [ 9 ]    |
| Hårkrånk              | Södermanland     | [ 9 ]    |
| Harkrankje, Harakrank | Nyland i Finland | [ 9 ]    |
| Krank                 | Gotland          | [ 10 ]   |

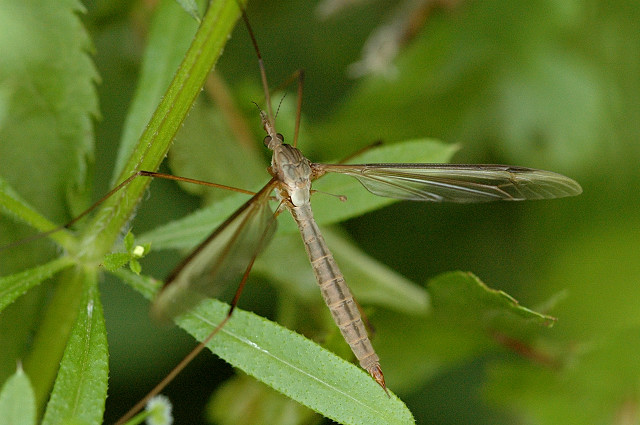
Kålharkrank
Tipula pratensis, hona

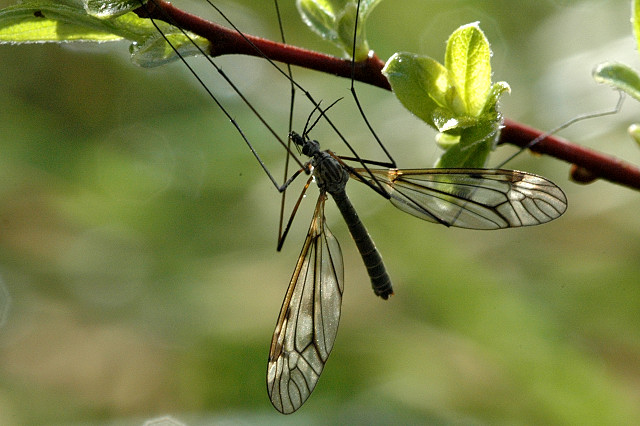
Tipula hortorum, hane

I äldre tid kunde alla myggor och knott kallas harkrankar.

## Föda
Harkrankars larver äter förmultnande växter, även om vissa är karnivora eller äter delar, såsom rötter och skott, av levande växter. Fullvuxna harkrankar äter knappast alls; suger möjligen i sig lite växtsafter. Exempel finns att de slagit sig ner på döende sniglar och suger i sig avsöndringar på dem. Detta har ibland felaktigt tolkats som att harkrankar dödat sniglar, men så är alltså inte fallet.